# Военно-морской крест (Эстония)
Военно-морской крест или Крест Военно-морских сил (Военно-морского флота) (эст. Mereväe Rist) — ведомственная награда Министерства обороны Эстонской Республики.
Крест учреждён в ознаменование 80-летия Военно-морских сил Эстонской Республики и предназначается для награждения за образцовую и безупречную службу или работу в ВМС Эстонии.